# ヒネイリ・マルティネス
ヒネイリ・マルティネス（Jineiry Martínez、1997年12月3日 - ）は、ドミニカ共和国の女子バレーボール選手である。ドミニカ共和国代表。

## 私生活
サントドミンゴ出身。マルティネス家はアスリートの家系で、母のアグリピナはバレーボールドミニカ共和国女子ユース代表及びジュニア代表チームの団長を務める人物である。ブライエリン・マルティネスは実姉であり代表チーム、クラブチームでともに活躍する。バスケットボール選手のジャック・マイケル・マルティネス（英語版）は従姉妹にあたり、元バスケットボール代表で現政治家のSoterio Ramírezは叔父に当たる。

## 来歴

### クラブチーム
2013年に地元クラブMirador VCへ入団。2015/16シーズンからフランスリーグのLe Cannet Volley Ballに移籍。2020/21シーズンからはブラジルリーグの強豪プライア・クルーベでプレーしている。

### 代表チーム
2013年、アンダーカテゴリーの代表として第1回U-23世界選手権に出場し銀メダルを獲得した。2014年、U-23パンアメリカンカップで金メダルを獲得し自身もベストミドルブロッカー賞を受賞した。2015年にシニア代表に初選出され、モントルーバレーマスターズにて代表デビューを果たす。第2回U-23世界選手権で銅メダル獲得した。同年8-9月のワールドカップに出場した。2016年から代表のレギュラーに抜擢され、同年5月のリオデジャネイロオリンピック世界最終予選、2018年の世界選手権、2019年ワールドカップなどで活躍した。2021年開催の東京2020オリンピックに出場した。2021年パンアメリカンカップでベストミドルブロッカー賞を受賞した。

## 球歴
- オリンピック - 2021年、2024年
- 世界選手権 - 2018年
- ワールドカップ - 2015年、2019年
- 北中米選手権 - 2015年、2019年、2021年

## 受賞歴
- 2014年 - U-23パンアメリカンカップ ベストミドルブロッカー賞
- 2015年 - ジュニアパンアメリカンカップ ベストミドルブロッカー賞
- 2019年 - パンアメリカンゲームズ ベストミドルブロッカー賞
- 2021年 - パンアメリカンカップ ベストミドルブロッカー賞

## 所属クラブ
- Mirador VC（2013-2015年）
- Le Cannet VB（2015-2016年）
- Guerreras VC（2017-2018年）
- Aydın Büyükşehir Belediyespor（2018-2019年）
- プライア・クルーベ（2020-2023年）
- アゼルレイル・バクー（2023-2024年）
- 遼寧女排（2024年-）